# 前川優子
前川 優子（まえかわ ゆうこ、1971年10月8日 - ）は、日本の女性声優。

## 人物
以前はメディアフォースに所属していた。
方言は関西弁。
趣味は遠くを見ること。特技は剣道。
資格は普通自動二輪免許。

## 出演作品
太字は主役・メインキャラクター。

### テレビアニメ
1995年
- 愛天使伝説ウェディングピーチ（女生徒、園子の母、妖魔）

1996年
- 水色時代（女の子、同級生、生徒、女子生徒）

1997年
- こちら葛飾区亀有公園前派出所

1999年
- HUNTER×HUNTER（第1作）（ネオン＝ノストラード、デメちゃん、カルト＝ゾルディック、エレベーターガール）

2000年
- ドキドキ♡伝説 魔法陣グルグル（ナナコナ、メタル、ウサギ団員）
- 週刊ストーリーランド
- アニメまんざい（弓倉、男の子A）

2001年
- グラップラー刃牙（少年時代の愚地克巳）
- 電脳冒険記ウェブダイバー（桜庭コウジ[3]、少年A）
- フルーツバスケット（女子高生2）

2002年
- 爆転シュート ベイブレード2002（クラスメイトD、女の子A、生徒A）

### OVA
2002年
- HUNTER×HUNTER ORIGINAL VIDEO ANIMATION（ネオン＝ノストラード）

2004年
- HUNTER×HUNTER G・I Final（カルト＝ゾルディック、バインダーの音声 他）

### ゲーム
- おやじハンターマージャン（1995年、舞妓）
- 愛天使伝説ウェディングピーチ（1996年、ジュラド）
- White 〜セツナサのカケラ〜（2000年、仁科まどか）
- 秘密 〜唯がいた夏〜（2001年、西野奈緒）
- コンパのじかん[4]、（2001年）
- 神無ノ鳥（2002年、真部恭子）

### 吹き替え
- ラグラッツ（チャッキー・フィンスター）

### CD
- お迎えです。（女の子）
- 海ニ眠ル花（真琴・室生美登利）

### ラジオ
- サウンド フリーマーケット